# Hnutí uměleckých řemesel

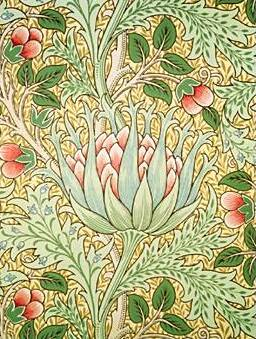
Tapeta „Artyčok”, kterou vytvořil John Henry Dearle pro William Morris & Co., cca 1897 (Victoria and Albert Museum).

Hnutí uměleckých řemesel čili Arts and Crafts (název původní organizace umělců byl Arts and Crafts Exhibitions Society) je styl, který se rozvíjel kolem let 1880–1900. Byl součástí Reformátorského hnutí, které bojovalo proti tehdejšímu návrhářskému stylu, pro který bylo typické nestřídmé používání křivek. Na protest proti jednoduchosti zpracování průmyslových výrobků směr prosazoval dobře zpracované dekorativní návrhy vracející se k řemeslnému fortelu středověkých mistrů. V dekorativním umění vycházelo z lidových tradic a romantismu. Hnutí bylo v podstatě sociálního charakteru a požadovalo sociální a hospodářské reformy.

## Zrod
Hnutí ovlivnilo rozvoj uměleckých řemesel v Evropě a stalo se jedním z předchůdců secese. Cestu novému umění zřejmě otevřela Anglie, kde byla založena společnost Arts and Crafts pod vedením Williama Morrise a Johna Ruskina, kteří usilovali o obnovu uměleckého řemesla. Název byl na hnutí přenesen podle názvu výstav Arts and Crafts Exhibitions, pořádaných spolkem Art Worker´s Guild, založeným v roce 1888 W. Morrisem.

## Činnost
William Morris (1834–1896) se podílel na činnosti prerafaelitů a měl velký obdiv k umění středověku. Podle něj má být umění krásné a užitečné, má být součástí života a proniknout i do nejnižších vrstev. Morrisovy ideje zasáhly i do školství – zavedla se estetická výchova.
V duchu idejí Arts and Crafts měla být průmyslovou revolucí potlačovaná řemesla opět pozvednuta k novému rozkvětu. Ovlivnila reformu uměleckého průmyslu, kdy se vrátil ke starým tradicím ruční práce bez strojů. Pod vlivem hnutí vznikaly velmi kvalitní výrobky s uměleckým designem. Architekt a dekoratér Arthur Heygate Mackmurdo (1851–1942) jako frontispis své knihy Wren's City Churches (Wrenovy kostely v City) vytvořil dekorativní stránku se stylizovanými tulipány, které by jakoby unášel vítr a skláněly se v půvabných obloucích. Jeho pozdější návrhy látek byly poznamenány stejnou inspirací. V roce 1893 výstava společnosti Arts and Crafts byla první veřejnou prezentací nového umění secese.
Tyto ideje se však zcela nepodařilo naplnit, protože ručně vyráběné předměty byly dražší než ty vyráběné strojově, a tak se už i Morris a jeho následovníci nakonec smířili se strojovou výrobou a ve svých továrnách ji také zavedli. Morris vlastnil továrnu na výrobu tapiserií, ale věnoval se i knižnímu designu, nábytku, sklu, práci s kovy, vitrážím a tapetám.

## Architektura
Z idejí hnutí vycházela i architektura. Významné a novátorské bylo zejména pojetí rodinného domu, vycházejícího z tradice starých anglických venkovských sídel. Dům má být postaven na účelně založeném půdorysu (obvykle horizontálně rozvětveném, se střední halou), bez zbytečných historizujících prvků a se střízlivým, ale pocitově příjemným exteriérem. Významný byl vliv architektů P. Webba, Ch. F. A. Voyseyho (dům The Orchard v Chorleywoodu v Anglii), který byl zároveň i mluvčím hnutí a R. N. Shawa. Svým účelovým pojetím bydlení, důrazem na jednoduchost a odmítnutím oficiálního eklektizmu ovlivnilo Arts and Crafts moderní architekturu, bez ohledu na to, že odmítalo unifikaci a strojovou velkovýrobu.

## Hlavní představitelé
- Charles Robert Ashbee
- William Swinden Barber
- Barnsley brothers
- Detmar Blow
- Herbert Tudor Buckland
- Rowland Wilfred William Carter
- T. J. Cobden-Sanderson
- Walter Crane
- Nelson Dawson
- Lewis Foreman Day
- Christopher Dresser
- Dirk van Erp
- Thomas Phillips Figgis
- Eric Gill
- Ernest Gimson
- Greene & Greene
- Elbert Hubbard
- Norman Jewson
- Ralph Johonnot
- Florence Koehler
- Frederick Leach
- William Lethaby
- Edwin Lutyens
- Charles Rennie Mackintosh
- A.H.Mackmurdo
- Samuel Maclure
- George Washington Maher
- Bernard Maybeck
- Henry Chapman Mercer
- Julia Morgan
- William De Morgan
- William Morris
- Karl Parsons
- Alfred Hoare Powell
- Edward Schroeder Prior
- Hugh C. Robertson
- William Robinson
- Baillie Scott
- Norman Shaw
- Ellen Gates Starr
- Gustav Stickley
- Phoebe Anna Traquair
- C.F.A. Voysey
- Philip Webb
- Margaret Ely Webb
- Christopher Whall
- Edgar Wood
- Charles Rohlfs